# Péricles do Amaral
Péricles do Amaral (São Carlos, 11 de novembro de 1913 - Rio de Janeiro, 14 de janeiro de 1975) foi um jornalista, escritor, autor, diretor brasileiro que atuou no rádio, teatro e TV. Foi filho do jornalista e escritor Estanislau Rubens do Amaral e de Matilde Arruda.
Péricles do Amaral desempenhou diversas funções na TV (TV-Rio, TV-Record, TV-Excelcior e TV-Continental)  ao longo de sua carreira. Foi autor dos programas "Noite de Gala", "Folias das Mercearias" e "Noites Cariocas". Como roteirista, atuou em produções como "Moacyr Franco Show", "Programa Disk Joquey", "Clube do Capitão Atlás", "Gente Importante", "Folia dos Golias", "Meio Século de Espetáculos", "O Mundo Alegre de José Vasconcelos", "Ô Abre Alas", "Programa O Bom", "Rio 401" e "O Riso é o Limite". Também, foi produtor dos programas "Folia das Mercearias", "Meio Século de Espetáculos", "O Riso é o Limite" e "Noite de Gala". Como diretor e produtor, trabalhou nos programas "Clube do Capitão Atlas", "Show do Golias", "Folias do Golias", "Programa Disk Joquey", "Rio 401", "Noites Cariocas", "O Mundo Alegre de José Vasconcelos", "Gente Importante", "Moacyr Franco Show", "Ô Abre Alas" e "Programa O Bom".